# Justo Sahuaraura Inca
Justo Apu Sahuaraura Inca (Cusco, 1770 - Canas, ?) fue un noble inca y prócer de la Independencia. Hijo de Pedro Sahuaraura Tito Atauchi, cacique de Quispicanchis. Descendiente de Paullu Inca y, por lo tanto, de Huayna Cápac.
Inició sus estudios en el Colegio San Francisco de Borja y los continuó en el Colegio de San Bernardo. Pasó a la Universidad San Antonio Abad, en la cual cursó Teología y Derecho Canónico. Tras optar el presbiterado, fue cura interino de Coaza (Carabaya), y durante cinco años regentó la doctrina de Pachaconas (Antabamba). Graduado de doctor (1808), fue nombrado examinador sinodal del obispado y visitador general de seis provincias, y destinado a la parroquia de Soraya (Aymaraes), en 1810.
Al iniciarse la revolución dirigida por el brigadier Mateo Pumacahua (1814), puso sus bienes a disposición de la causa, aunque restablecida la autoridad real, fueron incendiadas por orden del coronel Vicente González. Apresado y sometido a múltiples humillaciones, se le puso finalmente en libertad y volvió a su curato.
Recibió en su curato a Bolívar, quien reconoció sus méritos y le otorgó una medalla cívica. Nombrado canónigo tesorero del cabildo diocesano del Cuzco (1825), sería elegido diputado por Aymaraes (1826). En enero de 1825 fue parte de la Junta de Calificación establecida en el Cusco por Simón Bolívar para distribuir empleos entre los ciudadanos calificados por su probidad, aptitudes y servicios. Esta junta fue presidida por Benito Laso e integrada por Agustín Cosío, Toribio Salas, Juan de Mata Chacón y Becerra, Justo Sahuaraura, José Feijoó, Juan Béjar, Bartolomé Arregui y Martín Gavino Concha.
Amargado por varias ofensas recibidas a su noble condición, se retiró al pueblo de Canas. En sus últimos años ordenó sus memorias y la documentación de su archivo familiar, llegando a publicar Recuerdos de la Monarquía Peruana o bosquejo de la historia de los incas (París, 1850). Dejó manuscritos una Antología de la literatura incásica, entre los cuales se contaba el códice del drama Ollantay, copiado hacia 1838 de un manuscrito que poseyera Antonio Valdez.